# Волосы дыбом
«Волосы дыбом» (англ. Hair High) — мультфильм в жанрах комедийного хоррора и романтической драмы, созданный американским аниматором Биллом Плимптоном. Мультфильм представляет собой пародию на фильмы об американской средней школе конца 1950-х и начала 1960-х годов.

## Сюжет
В мультфильме в гипертрофированном виде показывается жизнь американских подростков 1950-х годов. Начало нового учебного года, средняя школа, у входа толпу учеников приветствуют король и королева школы Черри и Род. В это время к зданию на своём скутере подъезжает Спад, новый ученик в этой школе, и случайно задевает припаркованную машину Рода. Вместо наказания Род поручает Спаду помочь Черри с биологией. Спад случайно оскорбляет Черри и теперь вынужден стать её рабом. Сначала они ненавидят друг друга, но в конце концов их ненависть превращается в любовь. Черри и Спад решают пойти на школьный бал вместе, однако Род не позволяет им этого сделать: вместе со своими друзьями он сбивает автомобиль в котором едут Черри и Спад, с обрыва в озеро и скрывается никем не замеченный. У Черри не получается выбраться из тонущей машины, и Спад оставляет попытки всплыть на поверхность, решая умереть вместе с возлюбленной. Ровно через год, в день следующего школьного бала, Черри и Спад волшебным образом оживают на дне озера, выезжают из него и едут на школьный бал, как будто ничего не случилось. Только теперь их тела представляют собой лишь скелеты. Все приходят в ужас, когда они появляются в школе в момент объявления Рода и Дарлин, бывшей подруги Черри, новыми королём и королевой школьного бала. Пока влюблённые поднимаются на сцену, из их разложившихся тел вылезают пауки, жуки, змеи и рыбы, которые набрасываются на Рода и убивают его, тогда как Дарлин убегает в ужасе. Черри и Спада объявляют новыми королём и королевой школы, и когда на сцене те целуются, к ним возвращается их прежний облик.

## Роли озвучивали
| Актёр             | Роль                     |
| ----------------- | ------------------------ |
| Эрик Джиллилэнд   | Спад                     |
| Сара Сильверман   | Черри                    |
| Дермот Малруни    | Род                      |
| Беверли Д’Анджело | Дарлин                   |
| Дэвид Кэррадайн   | мистер Снёрз             |
| Кит Кэррадайн     | ДжоДжо                   |
| Марта Плимптон    | мисс Крамблс             |
| Том Нунен         | директор                 |
| Зак Орт           | Зип                      |
| Джастин Лонг      | Дуэйн                    |
| Майкл Шоуолтер    | Уолли                    |
| Эд Бегли-младший  | преподобный Сидни Чеддер |
| Крейг Бирко       | сержант                  |
| Джей О. Сандерс   | футбольный комментатор   |
| Питер Джейсон     | тренер                   |
| Мэтт Грейнинг     | Уилл                     |
| Дон Херцфельд     | Дилл                     |

## Даты выхода
Премьера мультфильма состоялась 17 апреля 2004-го года, на DVD он вышел 21 июля 2010-го года.